# Seznam senatorjev 25. parlamenta Kraljevine Italije
Seznam senatorjev 25. parlamenta Kraljevine Italije je urejen po letu imenovanja.

## 1919
- Mario Abbiate
- Francesco Aguglia
- Adolfo Apolloni
- Enrico Arlotta
- Ernesto Artom
- Giovanni Auteri Beretta
- Augusto Battaglieri
- Giuseppe Bellini
- Tancredi Luigi Beria d'Argentine
- Paolo Bernardi
- Pietro Bertarelli
- Silvio Berti
- Leonardo Bianchi
- Ettore Bocconi
- Luigi Boncompagni Ludovisi
- Luigi Borsarelli di Rifreddo
- Luigi Cagnetta
- Carlo Calisse
- Giacomo Calleri
- Vittorino Cannavina
- Raffaele Cappelli
- Dario Cassuto
- Giovanni Ciraolo
- Ettore Conti di Verampio
- Luigi Credaro
- Lorenzo Cusani
- Mansueto De Amicis
- Pasquale Del Pezzo
- Pompeo Di Campello
- Marco Di Saluzzo di Paesana
- Luigi Einaudi
- Salvatore Fratellini
- Ludovico Fulci
- Piero Conti Ginori
- Pasquale Grippo
- Achille Loria
- Camillo Mango
- Gennaro Manna
- Ernesto Marsaglia
- Guglielmo Mengarini
- Gaetano Mosca
- Giovanni Pascale
- Carlo Petitti di Roreto
- Pietro Ottorino Pianigiani
- Giovan Battista Queirolo
- Roberto Rampoldi
- Carlo Rasponi
- Giorgio Rattone
- Giovanni Romeo delle Torrazze
- Cesare Saldini
- Ernesto Salvia
- Carlo Santucci
- Carlo Schanzer
- Augusto Setti
- Gianforte Suardi
- David Supino
- Nino Tamassia
- Vincenzo Tamborino
- Giulio Cesare Tassoni
- Alfonso Valerio
- Giovanni Antonio Vanni

## 1920
- Nicola Badaloni
- Salvatore Barzilai
- Felice Bennati
- Alberto Bergamini
- Alfredo Bartesi
- Giorgio Bombi
- Giacomo Bonicelli
- Alfredo Bouvier
- Giovanni Antonio Campostrini
- Alfredo Canevari
- Alfredo Capece Minutolo di Bugnano
- Enrico Levi Catellan
- Innocente Chersich
- Camillo Cimati
- Benedetto Cirmeni
- Enrico Conci
- Mario Orso Corbino
- Silvio Crespi
- Giacomo Curreno
- Ugo Da Como
- Giuseppe Guidi di Bagno
- Ugo Di Sant'Onofrio del Castillo
- Giuseppe Di Stefano Napolitani
- Emilio Faelli
- Giacomo Ferri
- Antonio Fradeletto
- Carlo Gallini
- Gerino Gerini
- Roberto Ghiglianovich
- Vittorio Giaccone
- Giovanni Grosoli
- Giovanni Indri
- Gesualdo Libertini
- Valeriano Malfatti
- Luigi Marescalchi Gravina
- Giuseppe Martino
- Teodoro Mayer
- Luigi Montresor
- Elio Morpurgo
- Antonio Mosconi
- Pietro Niccolini
- Domenico Nuvoloni
- Salvatore Orlando
- Angelo Pavia
- Angelo Persico
- Giorgio Piccoli
- Vincenzo Pipitone
- Luigi Rava
- Giacomo Reggio
- Leone Romanin Jacur
- Francesco Salata
- Giuseppe Sanarelli
- Ugo Scalori
- Cataldo Schiralli
- Sidney Sonnino
- Nicola Squitti di Palermiti e Guarna
- Alessandro Stoppato
- Paolino Taddei
- Giuseppe Tommasi
- Giovanni Torlonia
- Francesco Torraca
- Domenico Valenzani
- Angelo Vavassori Peroni
- Giulio Venzi
- Giovanni Verga
- Antonio Vicini
- Giacomo Vigliani
- Girolamo Vitelli
- Luigi Ziliotto